# Великий Сундир (Моргауський район)
Вели́кий Сунди́р (рос. Большой Сундырь, чув. Мăн Сĕнтĕр) — село у Чувашії Російської Федерації, адміністративний центр Великосундирського сільського поселення Моргауського району.
Населення — 1488 осіб (2010; 1537 в 2002, 1015 в 1949, 824 в 1939, 286 в 1926, 150 в 1906, 36 в 1858, 359 в 1795). У національному розрізі у селі мешкають чуваші, росіяни, татари.

## Історія
Історичні назви — Сундир, Сундир Великий. До 1866 року селяни мали статус державних, займались землеробством, тваринництвом, ковальством. Діяла Свято-Троїцька церква (1892–1931). 1863 року створено фельдшерський пункт, 1878 року — лікарню та аптеку. 1882 року відкрито чотирикласне чоловіче земське училище, 1885 року — парафіяльну школу. 1931 року створено колгосп «8 березня». До 1920 року село входило до складу Татаркасинської волості Козьмодемьянського, до 1927 року — Чебоксарського повіту. З переходом на райони 1927 року село увійшло до складу Татаркасинського району, 1939 року стало центром Сундирського району, 1962 року — увійшло до складу Чебоксарського, а з 1964 року — Моргауського району.

## Господарство
У селі діють школа, дитячий садок, лікарня, 2 аптеки, Будинок культури, клуб, бібліотека, стадіон, пошта та відділення банку, Будинок ветеранів, 15 магазинів, 4 їдальні. 1991 року поновлено роботу церкви.

## Відомі люди
У селі народилися:
- Анисімов Яків Анисимович (1906–1944) — Герой Радянського Союзу
- Гусєв Олександр Анатолійович (1955) — доктор політичних наук, член-кореспондент Російської академії природознавства, професор МДТУ імені О. М. Косигіна та НДУ Вища школа економіки
- Валерій Петровський (справжнє ім'я Петровський Валерій Володимирович) (1957) — американський письменник російського походження, номінант американської літературної премії The Pushcart Prize